# Peintre d'Achille
Le peintre d'Achille est un peintre anonyme du Ve siècle av. J.-C.
Il séjourne entre -460 et -430 en Attique. Plus de 180 œuvres lui sont attribuées dont l'une, une amphore sur laquelle il représente Achille, le héros d'Homère, et Briséis. Cette œuvre est conservée aux Musées du Vatican. Elle est à l'origine de son nom d'artiste.
La quasi totalisé de ses attributions sont faites à partir de la concordance du style des figures aux contours délicats semblant esquissés, avec un début de figuration des ombres. Cet artiste est un des peintres de vases les plus remarquables de l'Époque classique.
Le Cabinet des Médailles de Paris possède de cet artiste une amphore représentant Euphorbe et Œdipe, et une autre sur laquelle sont reproduits Dionysos, Ménades et Satyres.
Par cet agencement pittoresque des scènes habituellement représentées de façon purement linéaire sur les vases grecs de cette époque, ses tableaux nous donnent une idée des fresques grecques disparues et dont nous n'avons que des témoignages écrits.

## Style et technique
Les thèmes préférés du peintre d'Achille représentent le plus souvent des situations précises entre deux personnages. Ainsi, l'artiste met en évidence le côté dramatique de la scène, plutôt que d'en exprimer le sentiment. Les figures de couleur noire et rouge sont réalisés sur vases ou autres récipients de tailles et de formes diverses tels des Lécythe, sur fond blanc de préférence.
La remarque de l'archéologue allemand Winckelmann selon laquelle l'art grec est empreint d'une noble simplicité et d'une force tranquille ne saurait mieux lui correspondre.